# 宮原忠英
宮原 忠英（みやばら ただひで、1818年（文政元年3月） - 1885年（明治18年）7月）は、幕末の旗本、明治期の官吏。大宮県知事。仮名は中務。

## 略歴
御徒組頭の河野彦左衛門の子として生まれ、天璋院広敷添番宮崎勝次郎の養子となり宮崎達次郎と名乗った。1860年に家督を継いで天璋院広敷添番となり、まもなく久美浜代官に転じそこで明治維新をむかえる。新政府に恭順を示した後、奈良府判事と大宮県知事をそれぞれ短期間務めるが、その後の足取りは不明である。
『香取郡誌』によれば吉田村（現・匝瑳市吉田）の生まれで、幼名登一郎。上野輪王寺宮に右筆として仕えたのち旗本に転じたとある。

## 履歴
- 万延元年10月（1860年） - 天璋院広敷添番
- 文久3年4月4日（1863年5月21日） - 静寛院宮用達・天璋院用達
- 元治元年6月4日（1864年7月7日） - 丹後久美浜代官
- 慶応4年=明治元年
  - 1月14日（1868年2月7日） - 福知山藩士に対し恭順
  - 8月8日（9月23日） - 奈良府判事試補
  - 8月23日（10月8日） - 奈良府権判事
  - 9月17日（11月1日） - 奈良府判事
  - 10月3日（11月16日） - 宮原中務と改名
  - 10月8日（11月21日） - 従五位下
  - 11月10日（12月23日） - 奈良府判事免職、位記返上
- 明治2年
  - 1月4日（1869年2月14日） - 弁事
  - 1月10日（2月20日） - 徴士・武蔵国知県事
  - 4月9日（5月20日） - 大宮県知事免職